# 유라 치토세
유라 치토세(일본어: 由來 ちとせ, 1991년 10월 10일 ~ )는 2016년 11월에 데뷔한 일본의 AV 여배우다.